# Fiorenzo Angelini
Fiorenzo Angelini (Roma, 1º agosto 1916 – Roma, 22 novembre 2014) è stato un cardinale e arcivescovo cattolico italiano.
Dal 28 luglio 2013, giorno della dipartita del cardinale Ersilio Tonini, al 22 febbraio 2014, giorno della nomina cardinalizia di Loris Francesco Capovilla, è stato il più anziano cardinale vivente.

## Biografia
Milita fin da giovane nell'Azione Cattolica e il 3 febbraio 1940 viene ordinato sacerdote. Dal 14 febbraio 1946 al 1954 è uno dei maestri soprannumerari delle cerimonie pontificie, ufficio corrispondente a quello attuale di cerimoniere pontificio. Il 13 settembre 1955 papa Pio XII lo nomina commendatore dell'Ordine dello Spirito Santo e il 27 giugno 1956 lo elegge vescovo titolare di Messene: la consacrazione ha luogo il successivo 29 luglio nella chiesa di Sant'Ignazio in Roma, per mano del cardinale Giuseppe Pizzardo, vescovo di Albano, segretario della Congregazione per la dottrina della fede, assistito da Luigi Traglia, arcivescovo titolare di Cesarea di Palestina, vicegerente di Roma, e dal domenicano Mario Ismaele Castellano, vescovo di Volterra, assistente ecclesiastico generale dell'Azione Cattolica Italiana.
Nel 1959, a seguito alla morte del consulente ecclesiastico nazionale Pelloux, diventa assistente ecclesiastico dell'Associazione medici cattolici italiani (AMCI). Partecipa a tutte le sessioni del Concilio ecumenico Vaticano II. Dal gennaio 1977 al febbraio 1985 è vescovo ausiliare di Roma quale delegato per l'assistenza religiosa negli ospedali e luoghi di cura della capitale. Il 16 febbraio 1985 viene promosso arcivescovo, sempre con il titolo di Messene, e nominato dapprima pro-presidente, quindi presidente del Pontificio consiglio della pastorale per gli operatori sanitari (ovvero ministro della Sanità della Santa Sede) dal 16 febbraio 1985 al 31 dicembre 1996, procurandosi il soprannome "sua sanità". In quella veste contribuì anche alla rivitalizzazione dell'Unione cattolica farmacisti italiani.
Nel 1987 è vicino nell'agonia al morente Renato Guttuso, suo amico personale. Papa Giovanni Paolo II lo innalza alla dignità cardinalizia nel concistoro del 28 giugno 1991 assegnandogli la nuova diaconia di Santo Spirito in Sassia. Partecipa alla speciale assemblea del Sinodo dei vescovi europei dal 28 novembre al 14 dicembre 1991 in Vaticano e poi a quello per i vescovi africani dal 2 al 29 ottobre 1994. Inviato pontificio all'apertura delle celebrazioni per il V centenario della nascita di San Giovanni di Dio l'8 marzo del 1995 a Montemor-o-Novo, Portogallo, viene inviato speciale anche alla IV giornata mondiale del malato presso il santuario di Guadalupe in Messico l'11 febbraio 1996.
Dopo aver rinunciato ai propri incarichi per raggiunti limiti di età, prende parte alla V giornata del malato a Fatima l'11 febbraio 1997 ed alla VII giornata mondiale del malato ad Harissa in Libano l'11 febbraio 1999. Optando per l'ordine dei cardinali presbiteri, la sua diaconia viene elevata pro illa vice a titolo presbiterale il 26 febbraio 2002.
Muore a Roma il 22 novembre 2014 all'età di 98 anni, dopo una breve malattia. 
Le esequie si sono tenute il 24 novembre alle ore 15 all'altare della Cattedra della basilica di San Pietro. La liturgia esequiale è stata presieduta dal cardinale Angelo Sodano, decano del Collegio cardinalizio. Al termine della celebrazione papa Francesco ha presieduto il rito dell'ultima commendatio e della valedictio. La salma è stata poi tumulata nella cappella maggiore della Casa Madre delle Riparatrici del Santo Volto di Nostro Signore Gesù Cristo a Bassano Romano, accanto al fondatore della congregazione il venerabile abate benedettino Ildebrando Gregori a cui era molto devoto.

## Riferimenti nella cultura di massa
- Amico di Giulio Andreotti, Angelini è interpretato da Achille Brugnini nel film Il divo.[6]
- Il giorno della sua scomparsa il giornalista Andrea Purgatori dichiarò sull'Huffington Post di averlo incontrato nel 1976 in Kenya lungo la strada di Loyangalani e che, «dopo essersi presentato, chiese due informazioni: dove convenisse fare un buon cambio al mercato nero e se l'avorio di contrabbando a trentamila lire al chilo fosse un prezzo accettabile. Sembrava uno scherzo». Lo stesso Purgatori rivelò che era proprio lui «il monsignore che ho scritto e Ivo Garrani ha interpretato in Nel continente nero per la regia Marco Risi e di cui Purgatori fu soggettista e sceneggiatore»[7].
- Angelini era l'ultimo cardinale in vita nato a Roma.

## Genealogia episcopale e successione apostolica
La genealogia episcopale è:
- Cardinale Scipione Rebiba
- Cardinale Giulio Antonio Santori
- Cardinale Girolamo Bernerio, O.P.
- Arcivescovo Galeazzo Sanvitale
- Cardinale Ludovico Ludovisi
- Cardinale Luigi Caetani
- Cardinale Ulderico Carpegna
- Cardinale Paluzzo Paluzzi Altieri degli Albertoni
- Papa Benedetto XIII
- Papa Benedetto XIV
- Papa Clemente XIII
- Cardinale Marcantonio Colonna
- Cardinale Giacinto Sigismondo Gerdil, B.
- Cardinale Giulio Maria della Somaglia
- Cardinale Carlo Odescalchi, S.I.
- Cardinale Costantino Patrizi Naro
- Cardinale Lucido Maria Parocchi
- Papa Pio X
- Papa Benedetto XV
- Papa Pio XII
- Cardinale Giuseppe Pizzardo
- Cardinale Fiorenzo Angelini

La successione apostolica è:
- Vescovo Melchisedec Sikuli Paluku (1998)